# آرشي ماكلارين
آرشي ماكلارين (1 ديسمبر 1871 في المملكة المتحدة - 17 نوفمبر 1944 في المملكة المتحدة) (بالإنجليزية: Archie MacLaren) هو لاعب كريكت بريطاني وبريطاني (وحمل سابقاً جنسية المملكة المتحدة لبريطانيا العظمى وأيرلندا). شارك مع منتخب إنجلترا للكريكت. أما مع النوادي، فقد لعب مع نادي مقاطعة لانكشر للكريكت ‏.

## وصلات خارجية
- آرشي ماكلارين على موقع إي آس بي آن كريك إنفو (الإنجليزية)